# Odontomyia hunteri
Odontomyia hunteri är en tvåvingeart som först beskrevs av Macleay 1826.  Odontomyia hunteri ingår i släktet Odontomyia och familjen vapenflugor. Inga underarter finns listade i Catalogue of Life.